# Aventure à Beyrouth
Pour plus de détails, voir Fiche technique et Distribution.
Aventure à Beyrouth est un film hispano-franco-italien réalisé par Ladislas Vajda et sorti en 1965.

## Fiche technique
- Titre : Aventure à Beyrouth
- Titre original : La dama de Beirut
- Réalisation : Ladislas Vajda
- Scénario : Jesús María de Arozamena, Alfonso Balcázar, Duccio Tessari, Ladislas Vajda et José Antonio de la Loma
- Photographie : Christian Matras
- Décors : Luciano Ercoli
- Montage : Alfonso Santacana
- Musique : Gregorio García Segura
- Production : Balcázar Producciones Cinematográficas - Intercontinental Productions - Luxor Films - Produzioni Cinematografiche Mediterranee
- Pays :  Espagne -  France -  Italie
- Durée : 92 minutes
- Dates de sortie : 
  - Espagne - 15 novembre 1965
  - Mexique - 28 juillet 1966
  - France - 30 mars 1966[1]

## Distribution
- Sara Montiel
- Fernand Gravey
- Giancarlo Del Duca
- Magali Noël
- Alain Saury
- Gemma Cuervo